# Mostowlany-Kolonia
Mostowlany-Kolonia – kolonia w Polsce, położona w województwie podlaskim, w powiecie białostockim, w gminie Michałowo.
| SIMC    | Nazwa  | Rodzaj        |
| ------- | ------ | ------------- |
| 0034536 | Wyręby | część kolonii |

W latach 1975–1998 miejscowość administracyjnie należała do województwa białostockiego.